# Noron-la-Poterie
Noron-la-Poterie (nɔ.ʁɔ̃.la.pɔ.tʁiⓘ) es una población y comuna francesa, situada en la región de Baja Normandía, departamento de Calvados, en el distrito de Bayeux y cantón de Balleroy.

## Demografía
| 239 | 201 | 218 | 266 | 248 | 289 |
| Para los censos de 1962 a 1999 la población legal corresponde a la población sin duplicidades (Fuente: INSEE [Consultar]) |     |     |     |     |     |